# 京都レコード
京都レコード（きょうとレコード）は1970年代から1980年代にかけ関西を中心に活動した、音楽制作会社のレーベル名及び通称である。2002年に撤退した。
現在、京都市山科区に同名の会社が存在するが全くの別会社である。

## 社名の変遷
社名は以下のように変遷している。
- ペップミュージックサービス→京都レコード→KYOTO RECORD→インタースペースキョートレコード（ISKR）

## 解説
ペップミュージックサービス（中川秀雄代表）は、1970年代から河島英五をはじめとするアーティストを抱えていた（詳細は後述）。
数多のレコード会社にレーベルを設立、ワーナー・パイオニアでKYOTO RECORD、東芝EMIで平安京レコードと名乗る事もあった。
SMSレコード（渡辺プロダクションが新設したレコード会社）からも堀口ノアや花環敬子らが発売、また河島英五の個人レーベルとしてガリーバーレコードを設立。この他大手レコード会社を通さず、現在で言うインディーズのような形で発売される作品もあった。
京都音楽祭（1990年代のものとは別物）の主催も行い、関西近辺のアーティストの発掘に力を注いでいた。
東京にも拠点を構えたが、1980年代後半には所属アーティストの独立等もあり勢力が衰えていった。
2000年代に入っても音楽出版社として存続したが、2002年、TBS系列の音楽出版会社日音に版権を売却、音楽事業から撤退。

## 主な所属アーティスト
- あのねのね（清水國明・原田伸郎）
- あらい舞
- 大塚孝彦
- 片山知子
- 河島英五
- 駿河学（笑福亭鶴瓶）
- タンポポ（宮村保志子・宮村三代）
- ニューアコースティックコーラスバンド(NAC)（元；フォーク・チーズ）
- 花環敬子
- 堀口ノア（上杉勝也）
- 三浦久
- やしきたかじん

他多数

## 復刻・その他
河島英五・あのねのねを中心にCD化され、片山知子、タンポポも一部CD化されているが、エレックレコードやURCレコードの様な大規模な復刻はされていない。
2006年7月13日に東京江古田マーキーで、堀口ノアとあらい舞のジョイントライブが27年振りに開催された。京都レコード消滅後元所属アーティスト同士のジョイントライブはこれまで皆無であった。